# 托马斯·穆勒
托马斯·穆勒（德語：Thomas Müller，德語發音：[ˈtʰoː.mas ˈmʏ.lɐ]，1989年9月13日—），是一名德国職業足球員，曾效力于德甲俱樂部拜仁慕尼黑並擔任副隊長及德国国家足球队，目前效力於美國職業足球大聯盟溫哥華白浪，司职輔鋒，是德國歷史上最多榮譽和最多助攻的球員，亦曾是世界盃入球量最多的現役球員，曾經參與四屆世界盃，合共攻入10球，並奪得世界盃金靴獎、銀靴獎、銀球獎等獎項，穆勒被廣泛認為是他那個時代最偉大的球員之一，他的位置感、終結能力、組織能力、工作效率以及在進球和創造進球方面的穩定性都受到稱讚。
作为拜仁慕尼黑的青训的一員，穆勒在2009至10赛季被时任主教练范加尔提拔至一线队，他在该赛季几乎参加了队内的所有比赛，为球队赢得了联赛及杯赛双冠王，并且晉身欧洲冠军联赛决赛。在2013年德国杯决赛中，穆勒还射入了一记点球，帮助拜仁最终捧杯并历史上首度加冕三冠王。
在国家队层面中，穆勒获得德国队的征召参加2010年世界杯，他在该项赛事中出场6次及射入5球，随队以季军完赛，更因此被评为赛事最佳年轻球员，以5个入球及3个助攻荣膺世界杯金靴奖。在2014年世界杯中，穆勒所发挥的重要作用帮助球队捧得大力神杯，其本人则射入5球以赛事第二射手摘得银靴奖，并入选世界杯全明星阵容。
穆勒於2024年7月15日從國家隊退役，亦是自2024年歐洲盃後第二位宣布從德國國家隊退役的球員。
2025年5月18日穆勒在比賽中換下，結束他在拜仁慕尼黑長達25年的職業生涯。

## 俱乐部生涯

### 早期生涯
出生于上巴伐利亚魏尔海姆的穆勒在1993年便加入了TSV帕尔（TSV Pähl）的青训营，并在他10岁的时候转投距离当地50公里远的德甲球队拜仁慕尼黑。在拜仁青训体系中，穆勒的进步迅速，并在2007年成为球队夺得19岁以下德甲联赛亚军的一员。2008年3月，在拜仁慕尼黑二队对阵翁特哈兴的一场地区联赛比赛中，穆勒替换斯蒂芬·菲爾斯特納出场，并取得入球，完成了他在二队的首秀。在2007-08赛季，他还代表二队有过另外2次的出场纪录，同时仍继续效力于19岁以下青年队。在随后的一个赛季，拜仁二队获得了参加新成立的德国足球丙级联赛的资格，穆勒于此项赛事中确立了自己作为关键球员的地位，他在全部38场联赛中出场32次，并射入15球，在联赛最佳射手中名列第五。
此外，他还在赛季前被时任主教练的尤尔根·克林斯曼召入一线队参加友谊赛，并在2008年8月15日对阵汉堡的德甲联赛中于最后10分钟替换克洛泽出场，完成了其在一线队的正式首秀，巧合的是，這場比賽也是孔帕尼在漢堡的最後一場比賽，孔帕尼在數日後轉投曼城，並在結束球員生涯後成為了拜仁慕尼黑的教練並執教了穆勒在拜仁的最後一個賽季。尽管穆勒感觉自己的表现并不太好，但他在该赛季还是获得了3次德甲出场机会。他的欧洲冠军联赛处子秀则是在2009年3月10日拜仁以7比1战胜里斯本竞技的比赛中，于第72分钟替换巴斯蒂安·施魏因斯泰格出场并射入最后1球，帮助球队以两回合总比分12比1晋级。

### 拜仁慕尼黑
穆勒在2009年2月连同其二队队友霍尔格·巴德施图伯签署了他们的第一份职业合同，该合同为期两年，从2009-10赛季起生效。他原本准备通过租借或转会的方式以谋求更多的一线队出场机会，但当范加尔就任主教练后，这两位球员从赛季开始之初便成为了拜仁一线队的固定成员。在最初的几场比赛中，穆勒主要是作为替补登场，2009年9月12日，他在对阵多特蒙德的比赛中射入2球，帮助球队以5比1取胜。三天后，他又在3比0战胜海法马卡比的欧冠比赛中射入2球，并被评为9月德甲最佳球员，赢得了与他姓氏相同的前拜仁传奇前锋盖德·穆勒的嘉许。在与海法马卡比的比赛之后，穆勒几乎每场比赛都出现在首发阵容中，至赛季前半程结束前只缺席过一场比赛，即2009年11月3日在欧冠比赛对阵波尔多时遭到禁赛，因为他在双方首回合的较量中被红牌罚下。
2010年2月，穆勒与拜仁慕尼黑签订了一份新的合同，有效期直至2013年。他在该赛季的后半程继续作为一线队的主力球员首发出场，由于边锋弗兰克·里贝里及阿尔扬·罗本通常分居居左右两侧，穆勒在阵中主要扮演中路攻击手的角色。2010年4月，他在2比1战胜争冠对手沙尔克04的比赛中射入第2球；在该赛季倒数第二轮比赛中，他又完成了职业生涯的首个帽子戏法，帮助球队以3比1战胜波鸿，确保了拜仁夺得德国足球冠军。在提前夺冠的一周后，穆勒仍然在客场以3比1战胜柏林赫塔的最后一轮联赛中首发出场。在该赛季的全部34场联赛中，穆勒共出场29次，射入13球并有11次助攻。随后，穆勒随拜仁重返柏林，参加对阵云达不来梅的德国杯决赛。他在比赛中首发出场，拜仁最终以4比0战胜对手，实现了国内赛事的双冠王。穆勒在这项赛事中共射入4球并有2次助攻进账，令他成为该赛季德国杯的头号射手。该赛季的最后一场比赛是拜仁在马德里伯纳乌球场举行的2010年欧洲冠军联赛决赛中对阵国际米兰，拜仁志在包揽三项冠军。然而这并没有成为现实，随着来自迭戈·米利托的两个入球，拜仁以0比2告负。穆勒在比赛中首发出场，并在下半场开始后不久、拜仁以0比1落后的情况下获得过一次关键的得分机会，但他的射门却被对方守门员儒利奥·塞萨尔顽强扑出。穆勒对这场失利感到特别失望，尽管如此，在他作为一线队球员的首个赛季中仍是成功的，他于所有赛事共出战52场并射入19球。在由体育杂志《踢球者》开展的一项评选中，穆勒被专业人士评选为2009-10赛季最佳新人，并入选了该赛季的德甲最佳阵容。穆勒将他崛起的很大一部分功劳归功于范加尔，这位在阿贾克斯时期便以善于提拔年轻人而著称的荷兰主教练始终给予穆勒在一线队的出场机会，并声称“只要跟随我，穆勒将一直踢下去（Müller spielt bei mir immer）”。作为回报，穆勒把范加尔说成“天才技师”，令球员“每次都能获得提升”。

### 2010-11赛季

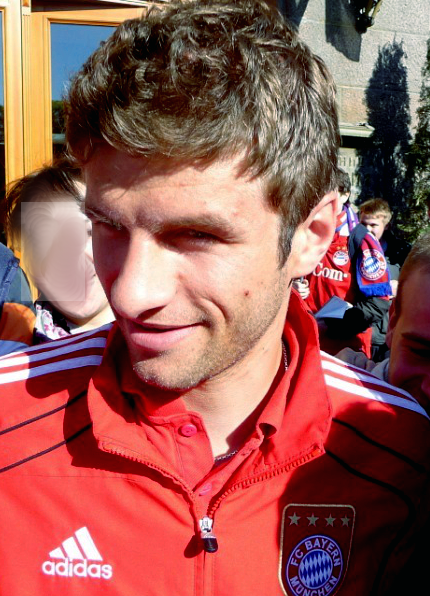
穆勒随拜仁出访俄罗斯圣彼得堡（2011年5月）

穆勒在2010年世界杯足球赛后签署了另一份续约合同，他在拜仁的效力时间被延长至2015年同期。与队内其它参加了世界杯的队友一样，穆勒错过了俱乐部的许多季前比赛，他的新赛季首次亮相是在8月7日的德国超级杯对阵沙尔克04，他在比赛中首发出场，并首开纪录帮助球队以2比0获胜。两周后，他又在主场以2比1战胜沃尔夫斯堡的联赛揭幕战中射入了拜仁的首个入球。穆勒参加了该赛季前半程的所有比赛，通常是作为首发出场，但当球队无法打开局面的情况下，穆勒无法重现上赛季的进球表现，进而偶尔也会被遗弃在替补席上，甚至在2010年8月以0比2不敌凯泽斯劳滕的比赛后，他因错失一次绝佳的得分机会而遭到了范加尔的批评。尽管如此，穆勒仍然保持豁达，在连续8场比赛没有入球后，他在11月27日以4比1战胜法兰克福的比赛中重新找回射门感觉并射入1球，随后又在联赛和杯赛连续对阵斯图加特的比赛中继续入球。这些入球均被计入他在该赛季前半程各项比赛中总共8球的得分纪录中，其中包括在9月15日对阵罗马的欧冠比赛中射入一记壮观的凌空弧线球。
在球队进入冬歇期后，穆勒给人留下了“作为职业球员几乎难以置信的第一年”的印象。他在该赛季后半段表现出了良好的竞技状态，却被卷入与队友罗本的内讧：在第20轮客场以3比1逆转取胜云达不来梅的比赛中，两人因为争抢主罚一记任意球而发生口角，穆勒遭到拳打，但双方在事后很快平息了事件。随后，穆勒再次打满了该赛季的所有比赛并射入19球（联赛射入12球），但拜仁的成绩却差强人意，在联赛中仅名列第三，且在德国杯半决赛中被沙尔克04淘汰。在欧冠十六强对阵国际米兰的比赛中，拜仁先于首回合在梅阿查球场以1比0取胜，而在次回合回到主场后，尽管穆勒在第31分钟先开纪录，但国际米兰在第88分钟时将总比分扳为3比3，并依靠作客入球優惠制晋级。穆勒的恩师范加尔则因为战术、转会和用人策略的僵化而遭到越来越多的批评，并最终失去了他的工作，其主教练职位由尤普·海因克斯接替。

### 2011-12赛季
穆勒在拜仁参加的该赛季首场德国杯比赛中便为球队赢得两个点球，在马里奥·戈麦斯和施魏因斯泰格先后将其罚入后，他又在比赛末段亲自射入第3个入球，最终以3比0战胜布伦瑞克。在德甲联赛中，穆勒用了5场比赛的时间才取得他的首个入球，于2比0战胜沙尔克04的比赛中打破场上僵局。2011年11月26日，他又在德国杯对阵因戈尔施塔特的比赛中于第30分钟射入在该项赛事的第2球，并帮助拜仁以6比0大胜对手。同时，穆勒还被列入了该年度国际足联金球奖的候选名单，并最终名列第13。在2012年1月10日和15日，穆勒又在拜仁的2场热身赛上射入3球，包括在4比0战胜印度国家足球队的比赛中射入2球和在以相同比分战胜红白埃尔福特的比赛中射入1球。随后在德国杯战胜斯图加特的比赛中，穆勒还送出2次助攻。然而直至2月11日，穆勒才在对阵凯泽斯劳滕的比赛中用一记头球打破自己自2011年9月24日以来的联赛进球荒，并帮助球队以2比0获胜。2012年3月31日，穆勒参加了自己的第100场德甲联赛对阵纽伦堡。2012年5月19日，他又在2012年欧洲冠军联赛决赛中凭借一记强而有力的头球先开纪录，并在不久后被替换下场。最终拜仁在点球大战中不敌切尔西，再度无缘欧冠奖杯。穆勒对于这段时间在替补席上浪费了大量时间表示强烈不满，但随后又强调尽管如此，他仍旧希望留在拜仁。

### 2012-13赛季

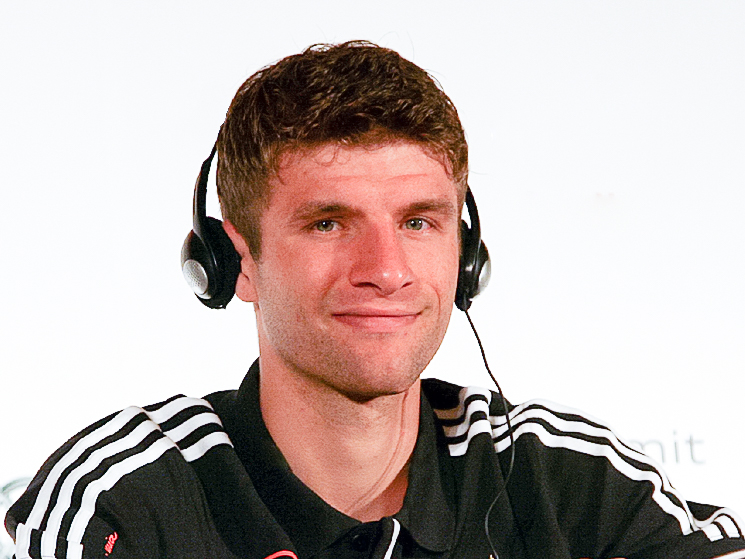
梅拿於中國廣州（2012年）

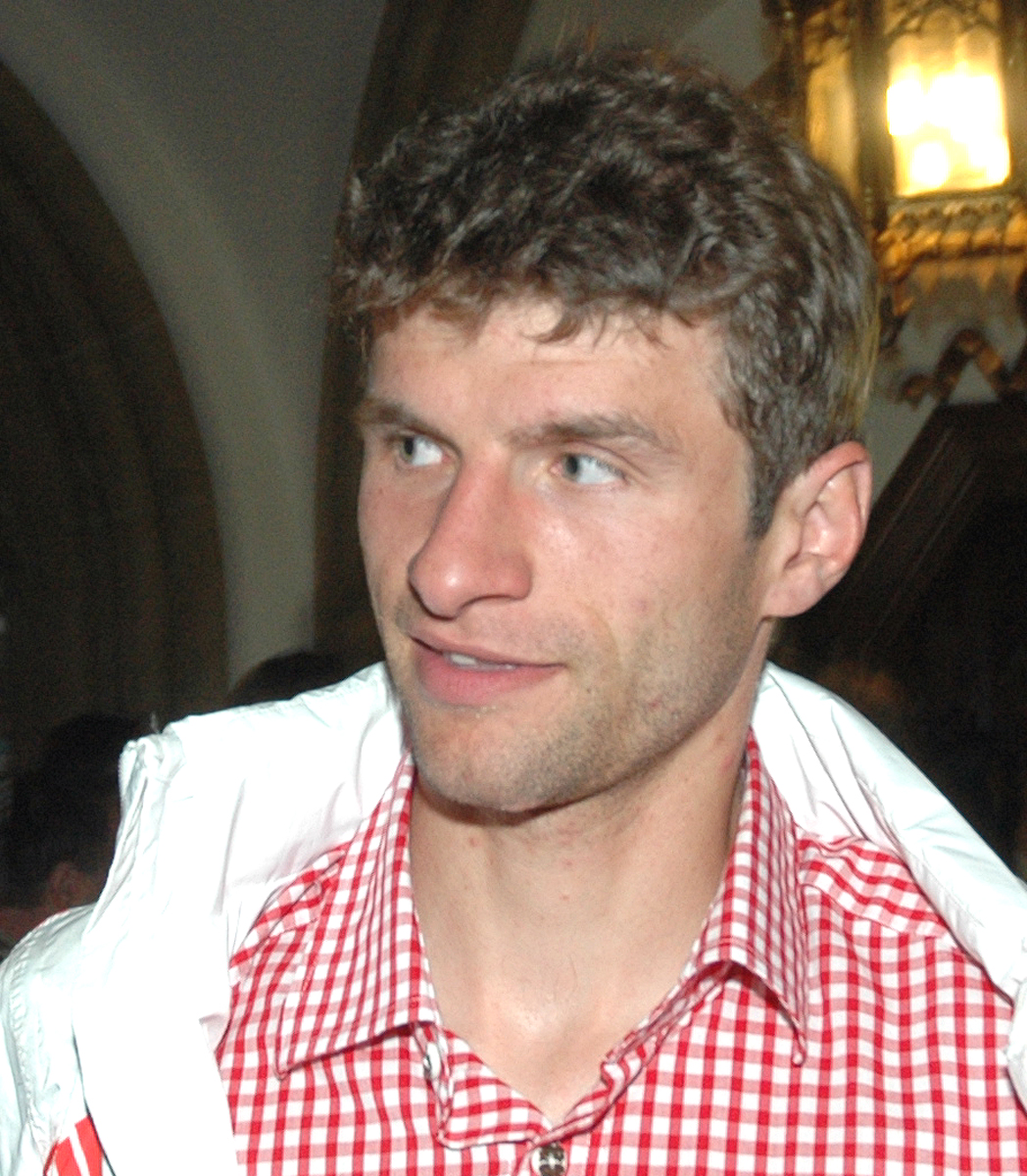
穆勒在慕尼黑市政厅参加三冠王庆典（2013年）

2012年8月27日，穆勒在对阵上赛季德乙冠军菲尔特的新赛季德甲首轮比赛中即射入1球，帮助拜仁以3比0获胜。同年9月2日，他又在新扩建的安联球场的71,000名观众面前梅开二度，致使拜仁在南部德比中以6比1轻取斯图加特。穆勒还帮助拜仁创造了联赛最佳开局纪录，他在10月20日以5比0战胜升班马杜塞尔多夫的比赛中射入1球，使球队实现了史无前例的开局8连胜。3天后，他又射入了自己再该赛季欧洲冠军联赛的首球，通过一记点球帮助拜仁在新建的皮埃尔·莫鲁瓦球场以1比0小胜里尔。
2012年12月13日，在以出色的表现度过了赛季的前半程后，穆勒承诺将效忠拜仁，并在接受媒体采访时表示“当你要离开拜仁时，会发现几乎没有比它更好的球队”。6天后，他签署了一份为期两年的续约合同，将至少留在安联球场直至2017年6月。在德甲进入冬歇期前，穆勒共出场16次，射入9球并有7次助攻，以及在欧冠射入3球。在赛季过半时，他共取得13个入球，包括在2012年德国超级杯中以2比1击败多特蒙德，成为队内的得分王及助攻王。拜仁在联赛后半程的第二场比赛中，穆勒即射入1球，帮助球队在客场以2比0战胜斯图加特。他的欧冠第5球则在2013年4月2日完成，帮助球队在四分之一决赛对阵尤文图斯的首回合较量中以2比0获胜，终结了意大利球队在欧洲赛事中的18场不败纪录。同年4月23日，拜仁在主场对阵巴塞罗那的欧冠半决赛首回合比赛中，凭借穆勒的2个入球及1次助攻以4比0大胜。在双方次回合比赛中，穆勒再射入1记头球为拜仁赢得3比0，以7比0的总比分创造了对手在欧冠历史上的最大比分失利。随后，穆勒又在拜仁以2比1战胜多特蒙德的2013年欧洲冠军联赛决赛中发挥了重要的作用。6月1日，他又在德国杯决赛中射入一记点球，拜仁以3比2战胜斯图加特而捧杯，夺得了历史性的三冠王。穆勒在整个赛季中共射入23球，其中包括联赛13球、德国杯赛1球、欧冠8球和德国超级杯1球，这突破了他本人的单季最高得分记录。

### 2013-14赛季
穆勒在2013-14赛季前12场热身赛中的7场均取得入球。由于佩普·瓜迪奥拉成为拜仁主教练后开始采用4-1-4-1的无锋阵式，穆勒在这些热身赛中通常担任单箭头，通过在前场不断的跑动和骚扰牵扯出致命一击的机会。2013年8月5日，穆勒在德国杯首轮客场对阵黑白雷登的比赛中重返攻击型中场位置，并再度上演帽子戏法，帮助球队以5比0获胜而晋级。在该季德甲联赛揭幕战中，穆勒首次射失了点球。仅几秒钟后，拜仁再次获得点球机会，但改由大卫·阿拉巴主罚。此后穆勒在接受媒体采访时表示，自己仍然乐于主罚点球，但他认为队内现在的头号点球手应是大卫·阿拉巴。9月25日，穆勒在对阵漢諾威96的德国杯第二轮比赛中梅开二度，于该项赛事的两场比赛中便射入5球。9月28日，穆勒取得当季德甲联赛的首个入球，即在1比0战胜沃尔夫斯堡的比赛中射入全场唯一进球。其于2013–14年欧洲冠军联赛的首个入球则发生于10月2日，在曼徹斯特市球場以3比1战胜曼彻斯特城的比赛中射入己方第二球。穆勒还参加了该年度的世界俱乐部杯
2014年5月17日，穆勒在2014年德国杯决赛的加时赛中射入全场第二球，并帮助拜仁以2比0战胜多特蒙德而获得球队历史上的第十个双冠王。同时他还在五场比赛中共射入8球，成为这项赛事最佳射手。

### 2014-15赛季
2014世界杯完結后，穆勒昔日的恩師范加爾離開荷蘭國家對前往曼联擔任總教練，曼聯照著范加爾的名單對多名德甲球星提出報價，其中對穆勒的報價據傳接近一億歐元，但拜仁總監魯梅尼格與主席赫內斯拒絕放人，除非曼聯打算直接買斷。而穆勒考慮過後拒絕了曼聯買斷的提案并与拜仁签订了一份期至2019年的新合同。他参加了2014年德国超级杯，这是拜仁在2014-15赛季的首场正式比赛，却以0比2不敌多特蒙德。他的赛季首球是在2014年8月17日对阵普鲁士明斯特的德国杯比赛中射入。随后，在2014年8月22日对阵沃尔夫斯堡的德甲揭幕战中，穆勒射入开局入球，帮助拜仁最终以2比1击败对手。2015年3月11日，穆勒又在7比0战胜顿涅茨克矿工的比赛中梅开二度，并追平由马里奥·戈麦斯保持的记录，成为欧洲冠军联赛（改制后）历史上取得最多入球的德国人。而在2015年4月21日以6比1战胜波尔图的欧冠四分之一决赛中，穆勒也取得进球并成为场上领袖。他在当季联赛以32场入19球完赛，而德国杯则是5场入1球以及欧冠联赛10场入7球。

### 2015-16赛季
穆勒是在对阵沃尔夫斯堡的德国超级杯中开启了自己的新赛季征程。在德甲联赛的头四场比赛中，他连续在对阵汉堡时射入2球、对阵霍芬海姆射入1球、对阵勒沃库森射入2球以及对阵奥格斯堡射入1球。其中在对阵勒沃库森和奥格斯堡的比赛中各射入一记点球。随后的三场比赛中，穆勒未能取得入球，甚至在第七轮对阵美因茨05时将点球射失。他随后的德甲入球发生于第八轮，在面对多特蒙德的比赛中梅开二度，其中之一为点球。穆勒的入球势头也延续到其它赛事：他在德国杯第二轮对阵沃尔夫斯堡的比赛中独中两元，以及在欧冠联赛分组赛中先后射入奥林匹亚科斯2球、阿森纳2球以及次回合的奥林匹亚科斯1球。在主场击败奥林匹亚科斯的比赛中取得入球后，穆勒成为赢得50场欧冠胜利的最年轻球员，比此前的纪录保持者提前了十四个月。
2015年12月9日，穆勒在对阵萨格勒布迪纳摩的比赛中于第46分钟替补弗兰克·里贝里出场。他在比赛中再度射失点球，但仍在分组赛的6场比赛中取得5球入账。同年12月18日，穆勒与拜仁签署了新的合同，使他能够继续留在俱乐部直至2021年。一日后，拜仁凭借穆勒射入的点球以1比0战胜汉诺威96，从而进入冬歇期。穆勒在联赛前半程出场17次并射入14球，这当中包括6次点球机会中的5次入网。而在冬歇期之前，他在各项赛事中共取得25场21球的成绩。
2016年3月12日，穆勒在5比0大胜云达不来梅的联赛中梅开二度。四日后，当拜仁在欧冠八分之一决赛次回合以1比2落后于尤文图斯的比赛中，他于第91分钟顽强扳平比分，并率领球队在加时赛中以4比2获胜（总比分6比4）。2016年4月19日，穆勒又在德国杯以2比0击败云达不来梅的半决赛中包办所有入球。他在这场比赛的首个入球也成为其代表俱乐部在各项赛事中射入的第150球。2016年5月3日，穆勒在欧冠半决赛次回合主场面对马德里竞技的比赛中曾获得点球机会，但他的射门被对方门将扑出。比赛最终以拜仁2比1获胜，但球队仍因作客入球優惠制遭到淘汰。
赛季结束后，穆勒共录得在德甲联赛出场31次射入20球，德国杯出场5次射入4球，以及欧冠联赛出场12次射入8球。他在德国超级杯中取得1入球。

### 2016-17赛季
2016年安切洛蒂入主拜仁，而穆勒的新赛季始于2016年8月14日的2016年德国超级杯，他在比赛中射入1球并帮助拜仁以2比1战胜普鲁士多特蒙德。在联赛中，穆勒曾遭遇长达999分钟的进球荒，直至第14轮主场对阵沃尔夫斯堡的比赛中于第76分钟才射入首球。
總體而言，穆勒並沒有辦法很好的融入安切洛蒂和他慣用的4（後衛）-3（後腰，其中至少一名會是精於長傳的人，以這個賽季的拜仁為例則是阿隆索）-2（邊鋒）-1（中鋒）聖誕樹體系：穆勒的一對一防守和長傳準頭皆不佳，沒辦法擔任後腰；他速度不錯但運球單挑能力則不盡理想，不能擔任邊鋒；他體格偏瘦，射門力量並非頂尖，也沒辦法在空戰中和對方的高大後衛推擠，沒辦法像萊萬多夫斯基一樣擔任單前鋒的位置。於是到了賽季最後他被放到了板凳席上，全年僅僅打入五球。

### 2017-2020的三个赛季
2017-18季初，安切洛蒂在拜仁於歐冠以0比3慘敗後離隊，球隊將已退休的海因克斯重新請出山，執教至季末。穆勒狀態迅速的回歸，最後球隊順利在德甲積分榜反超，完成衛冕，穆勒個人則是2017-18德甲賽季的助攻王。2018年2月，穆勒取得赢得200场德甲的里程碑，而這僅僅是他第275場的德甲出賽，刷新了同隊前輩史魏因斯泰格花了301場才達成的最快200勝，但這個紀錄日後被隊友阿拉巴以272場的成績超越。
2018-19球季，球隊從法蘭克福請來了科瓦奇執教。2018年9月，穆勒在歐冠小組賽第一輪對陣本菲卡的比賽末段遞補出場，迎来欧冠出场100场里程碑，他在前100場比賽中取得66勝，是歐冠史上所有球員在前100場出賽的最多勝紀錄。2018年12月在欧冠对阵阿贾克斯的比赛中，穆勒完成了平隊史最高的105場歐冠出賽（和拉姆共享此紀錄，而拉姆另在斯圖加特有7場歐冠出賽），他在同場比賽中，搶球時不慎踢擊對方臉部而領紅牌離場，賽後遭到欧足联处罚兩場禁賽，錯過了對上利物浦的十六強賽，最終球隊兩回合1-3落敗。2018年12月15日，拜仁客战汉诺威96，穆勒達成德甲300场里程碑。2019年德国杯拜仁客场2-1击败波鸿，穆勒打入关键绝杀球。此后德国杯半决赛，穆勒在赛后被评为全场最佳，成为德国杯半决赛参加次数最多的球员。
雖然本賽季季初，科瓦奇偏好以羅德里奎茲做為先發，但他在季中受傷後，穆勒重返先發陣容，最終本季成績為45場出賽進9球。拜仁本賽季雖然在歐冠早早出局，但在國內仍是完成了雙冠王，穆勒後半賽季在球隊进攻端有不可替代的作用。
2019-2020賽季，科瓦奇因拜仁在德甲第10輪慘敗而離職，由助教、也是曾在國家隊和穆勒共事數年的前國家隊助教弗利克接手剩餘賽季。19年11月10日拜仁联赛中4-0大胜多特蒙德，赢下国家德比。穆勒在比赛中奉献两次关键助攻，同时也完成了拜仁500场的里程碑。2020赛季穆勒继续为拜仁出战，超越拉姆在拜仁的出场次数。2020年穆勒助攻次数也冠绝五大联赛。2020年4月7日，拜仁官方宣布与穆勒续约至2023年。

### 2020-21赛季
2020年9月18日，拜仁8比0大胜沙尔克04，穆勒收获赛季首球，贡献一个助攻。其后率领拜仁拿下欧洲超级杯和德国超级杯冠军，拜仁生涯累计27冠，超越巴斯蒂安·施魏因斯泰格26冠，成为德国足坛历史第一人。

### 2021-22赛季
2021年8月17日，德国超级杯，拜仁客场3比1战胜多特蒙德，穆勒收获赛季首球，助攻一次。11月19日，拜仁1比2不敌奥格斯堡，穆勒拜仁生涯场数突破600场，是继塞普·迈尔、杰拉德·穆勒和奥利弗·卡恩后的第四任。12月8日，攻入个人欧冠第50球，帮助拜仁3比0大胜巴塞罗那，为欧冠史上第8位进球突破50个的球员。

### 2022–23赛季
2023年4月1日，穆勒在4比2战胜多特蒙德比赛中梅开二度，重返德甲射手榜榜首。最终拜仁以净胜球优势力压多特蒙德，连续11个赛季夺得德甲冠军，穆雷生涯德甲冠军累计12个。

### 2023-24赛季
2023年8月18日，拜仁客场4比0大胜云达不莱梅，穆勒第84分钟替补上场，成为出战德甲16个赛季的第一人。9月20日，拜仁在欧冠小组赛首场比赛中4比3战胜曼联，穆勒欧冠场数突破100场，为C罗和伊克尔·卡西利亚斯之后的第三人。2023年12月19日，穆勒与拜仁续约至2025年6月30日。
2024年2月3日，拜仁3比1战胜门兴格拉德巴赫，穆勒拜仁生涯累计获胜500次，为拜仁队史第一人。4月6日，拜仁客场2比3不敌海登海姆，穆勒拜仁生涯场次突破700场。4月30日，生涯第150场欧冠比赛，帮助拜仁2比2在欧冠半决赛中战平皇马，成为继哈維和卡西利亚斯后，第三位单俱乐部欧冠场次突破150场的球员。5月8日出战欧冠半决赛次回合较量，生涯欧冠场次累计151场，与哈维并列单俱乐部欧冠出战场数最多的球员。德甲联赛最后一轮，德甲生涯累计473场，追平塞普·迈尔的纪录。

### 2024–25赛季
2024年8月16日，德国足协杯，穆勒攻入赛季首球，并在比赛中梅开二度，帮助拜仁4比0战胜乌尔姆。8月25日，拜仁对阵沃尔夫斯堡的德甲首轮比赛，穆勒生涯德甲场数达到474场，为拜仁队史第一人，同时追平塞普·迈尔为拜仁出战各项比赛709场的纪录。9月1日，德甲第二轮，拜仁对阵弗赖堡，穆勒拜仁生涯各项比赛场次累计710场，成为拜仁出场次数最多的球员，同时为拜仁打入比赛第二球，生涯德甲进球累计150个。9月17日，拜仁主场9比2大胜萨格勒布迪纳摩，穆勒生涯欧冠比赛累计152场，正式超越哈维，成为单俱乐部欧冠出战场数最多的球员。欧冠联赛阶段第六轮，拜仁客场5比1大胜頓內次克礦工，期间穆勒贡献一球，在生涯欧冠第16个赛季中进球，追平瑞恩·吉格斯和C罗的纪录，与欧冠进球赛季最多的利昂内尔·梅西和卡里姆·本泽马仅一步之遥。2024年12月20日，拜仁主场5比1大胜RB萊比錫，穆勒生涯德甲比赛突破350场。
2025年3月底，外界盛传穆勒不与拜仁续约。4月5日，穆勒正式确认在德甲结束后离开拜仁，结束在拜仁长达25年的征程，而他在兩天後宣布與球隊短暫延長合約至同年的俱樂部世界盃結束。宣布离队后的第一场比赛，穆勒在欧冠四分之一决赛首回合中对阵国际米兰，在下半场打进追平比分的一球，最终拜仁1比2不敌国米。次回合较量，穆勒以队长身份首发登场，生涯欧冠场数163场，追平梅西纪录，并列欧冠场数第三多的球员。最终双方2比2战平，拜仁总比分3比4淘汰出局，穆勒在拜仁的欧冠生涯划上句号。4月26日，拜仁3比0大胜美因茨，穆勒德甲场数突破500场。最终穆勒拿下自己在拜仁的第13个德甲冠军，与瑞恩·吉格斯并列欧洲五大联赛夺冠次数最多的球员。同时生涯各项比赛冠军34个，与托尼·克罗斯并列冠军数最多的德国球员。
5月10日，穆勒在拜仁的第750场比赛，也是在拜仁主场安联球场的最后一场比赛，帮助拜仁主场2比0战胜门兴格拉德巴赫，穆勒在赛后亲手举起德甲沙拉盘。5月18日，穆勒在德甲本季最後一場比賽，對賀芬咸的比賽末尾被換下，亦是他在拜仁最後一場德甲比賽。
2025俱樂部世界盃的第一場小組賽中，穆勒先發出賽並攻進兩球，完成了個人在球隊正式比賽的第250次進球，他也是繼巴塞隆納的梅西之後第二位在同一支歐洲足總的俱樂部球隊達成250次進球+250次助攻的選手。

## 国家队生涯

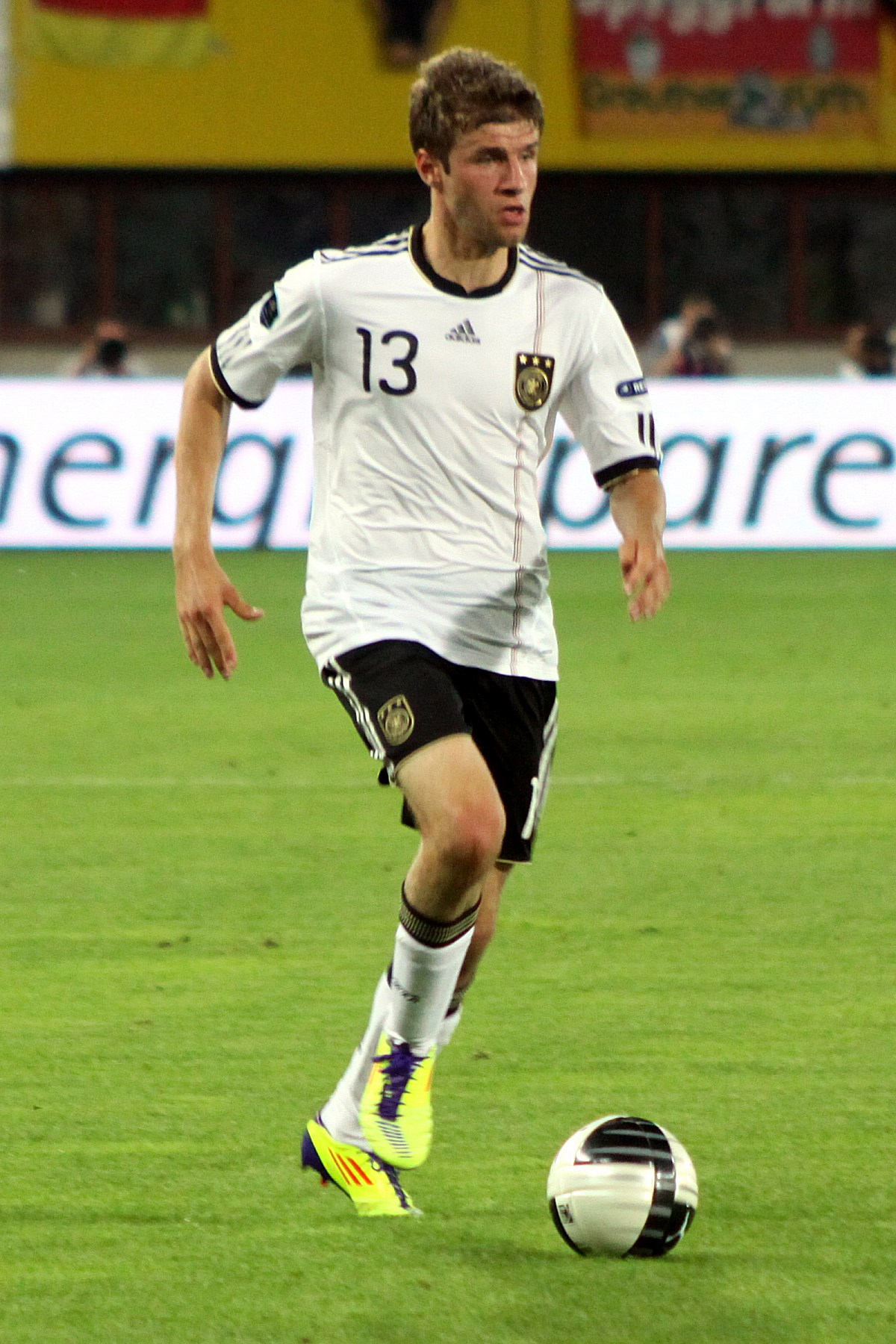
穆勒在国家队身披13号球衣

穆勒的国家队生涯始于2004年入选的德国16岁以下国家足球队。此后，他还曾代表德国各级别的青年队参赛。2009年8月，他被召入德国21岁以下国家足球队，并在1比3负于土耳其的友谊赛中完成首秀。他在该级别国家队共获得了6次上阵机会，其中在以11比0战胜圣马力诺的比赛中射入己方的第8球。
2009年10月，已在拜仁一线队展露头角的穆勒引起了德国国家足球队主教练约阿希姆·勒夫的注意，后者公开表示会考虑将其召入国家队，尽管这遭到了拜仁董事会的反对，但在一个月后，穆勒还是被列入了德国对阵科特迪瓦友谊赛的参赛名单，但没有出场。随后，由于德国队主力守门员罗伯特·恩克自杀身亡，原本在同一周内进行的另外一场对阵智利的比赛被迫取消。由于尝试新球员的比赛机会不足，以及21岁以下国家队正面临参加关键的2011年歐洲U-21足球錦標賽外围赛，勒夫及21岁以下国家队主教练莱纳·阿德里翁均认为穆勒需要在21岁以下国家队作赛，于是穆勒被召回这一级别国家队。
2010年1月在德国队于辛德尔芬根的一次集训中，穆勒再次得到了成年队的征召，他入选了德国队在同年3月对阵阿根廷友谊赛的参赛名单。在这场于安联球场举行的比赛中，穆勒作为首发球员完成了他在国家队的首次亮相，并在第66分钟被拜仁队友托尼·克罗斯替换下场，最终德国队以0比1失利。

### 2010年世界杯
穆勒在2010年世界杯足球赛前夕与其他7名拜仁球员共同入选了德国队的27人临时大名单。在球队于南蒂罗尔的训练营中，他因骑自行车摔倒而受到惊吓，其后证实仅为表面擦伤，得以顺利入围最终的23人正式参赛名单。他接过了因伤缺席的队长巴拉克所穿着的13号球衣，这也是同姓传奇射手盖德·穆勒过去使用的号码，據穆勒的說法，當他前往國家隊報到時，他剩下4、13、14三個號碼能選，當他想起蓋德當年在國家隊穿著13號之後便選了這個號碼（而蓋德·穆勒之所以選擇13號是因為他的偶像莫洛克在國家隊穿13號）。穆勒在世界杯开赛前的最后一场热身赛中第2次代表德国队上阵，他在半场换下彼得·特罗霍夫斯基，随球队以3比1战胜波黑。在德国队征战世界杯的第一场比赛中，穆勒首发出场并射入首个国家队入球，帮助德国以4比0战胜澳大利亚，他的这个入球还被德國公共廣播聯盟评为了当月最佳入球。穆勒参加了德国队的所有分组赛比赛，并顺利以D组头名出线，在16强以4比1大胜英格兰的比赛中，他又射入2球并有1次助攻。随后在四分之一决赛对阵阿根廷的比赛中，穆勒在第3分钟首开纪录，帮助德国队以4比0取胜，但他在上半时因他被裁判误判手球犯规而领到黄牌（当时手球的是他旁边的对手梅西)，从而以累计2张黄牌停赛，缺席了对阵西班牙的半决赛。在随后的季军争夺战中，穆勒重返球队首发名单，并率先打破场上僵局，帮助德国队以3比2获胜，摘得铜牌。这场胜利是德国队自经历了2000年欧洲足球锦标赛的失利后通过一系列改革所达到的巅峰，球队强调与以往相比更为开放、更具攻击性的战术风格，并实现了由穆勒、赫迪拉和厄齐尔等杰出球员所组成的年轻化阵容。
赛事结束后，穆勒以5个入球并列射手榜头名，但凭借额外的3次助攻使他最终赢得了世界杯金靴奖。同時，他還力壓同被提名的安德烈·阿尤和多斯桑托斯赢得世界杯最佳年輕球員獎。这两个奖项在四年前的2006年世界杯时也分别由他的德国队队友克洛泽和波多尔斯基获得。
2010年10月，穆勒与4位德国队队友共同入围了国际足联金球奖的候选名单。对于他在世界杯的成功，穆勒表示“我基本上是很幸运的，在正确的时间表现出了正确的方式”。

### 2012年欧锦赛

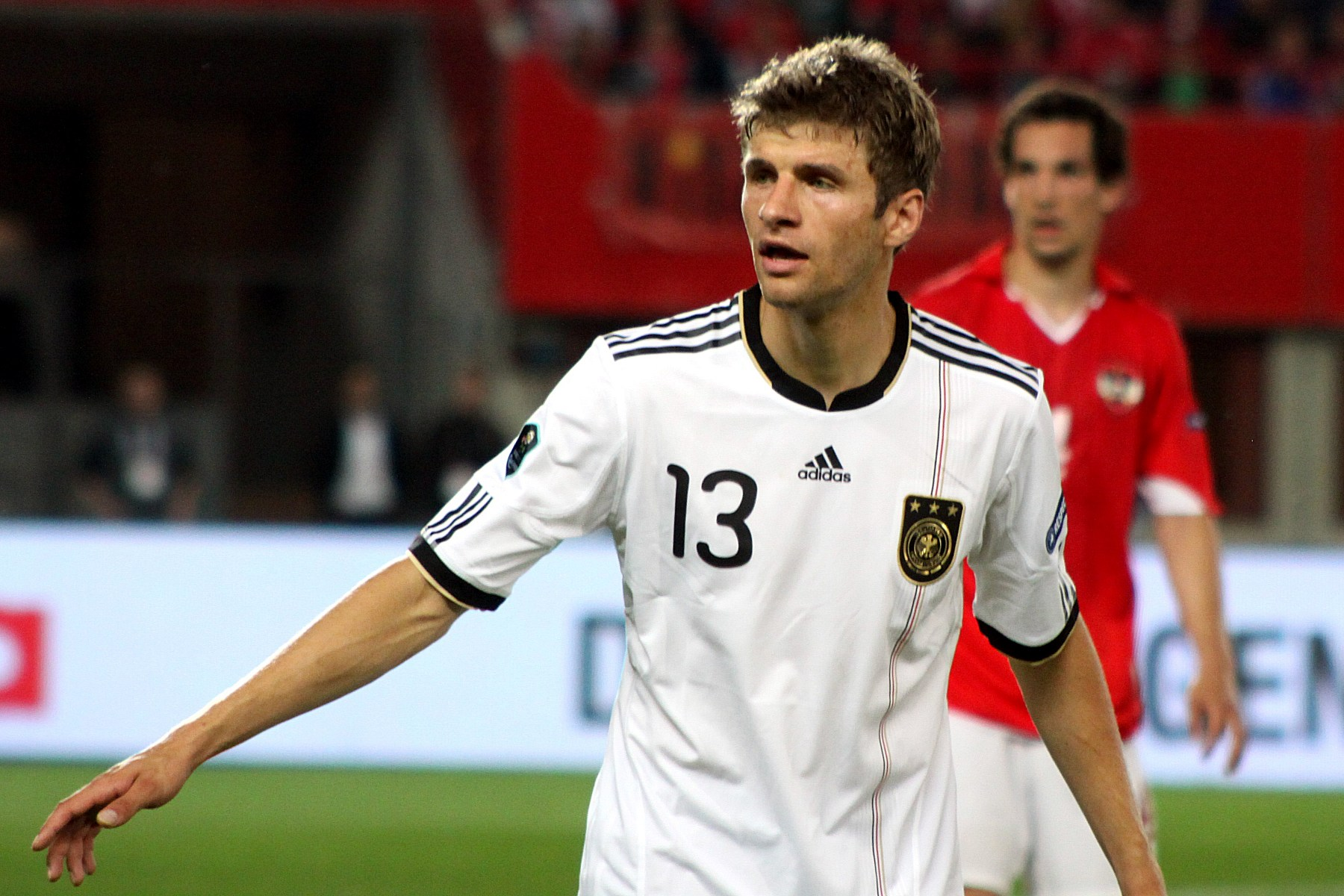
穆勒在2012年歐洲國家盃外圍賽A組对阵奥地利的比赛

穆勒在德国队参加的全部10场2012年歐洲國家盃外圍賽A組比赛中均首发出场，球队也以创纪录的全胜成绩晋级决赛圈。他在外围赛中共送出7次助攻，其中3次是在2011年9月以6比2大胜奥地利的比赛中创造，确保了德国得以提前两轮出线。此外他在外围赛中还射入3球，其中2球是在2011年3月以4比0战胜哈萨克斯坦的比赛中射入，另外1球则是在同年10月以3比1战胜土耳其的比赛中射入。
穆勒同样入选了勒夫的最终23人名单参加2012年欧洲足球锦标赛决赛圈。他以首发身份参加了全部分组赛比赛，并在其后的两场淘汰赛中替补登场。最终德国队在半决赛中以1比2不敌意大利，无缘决赛。穆勒在这项赛事中没有取得入球。

### 2014年世界杯

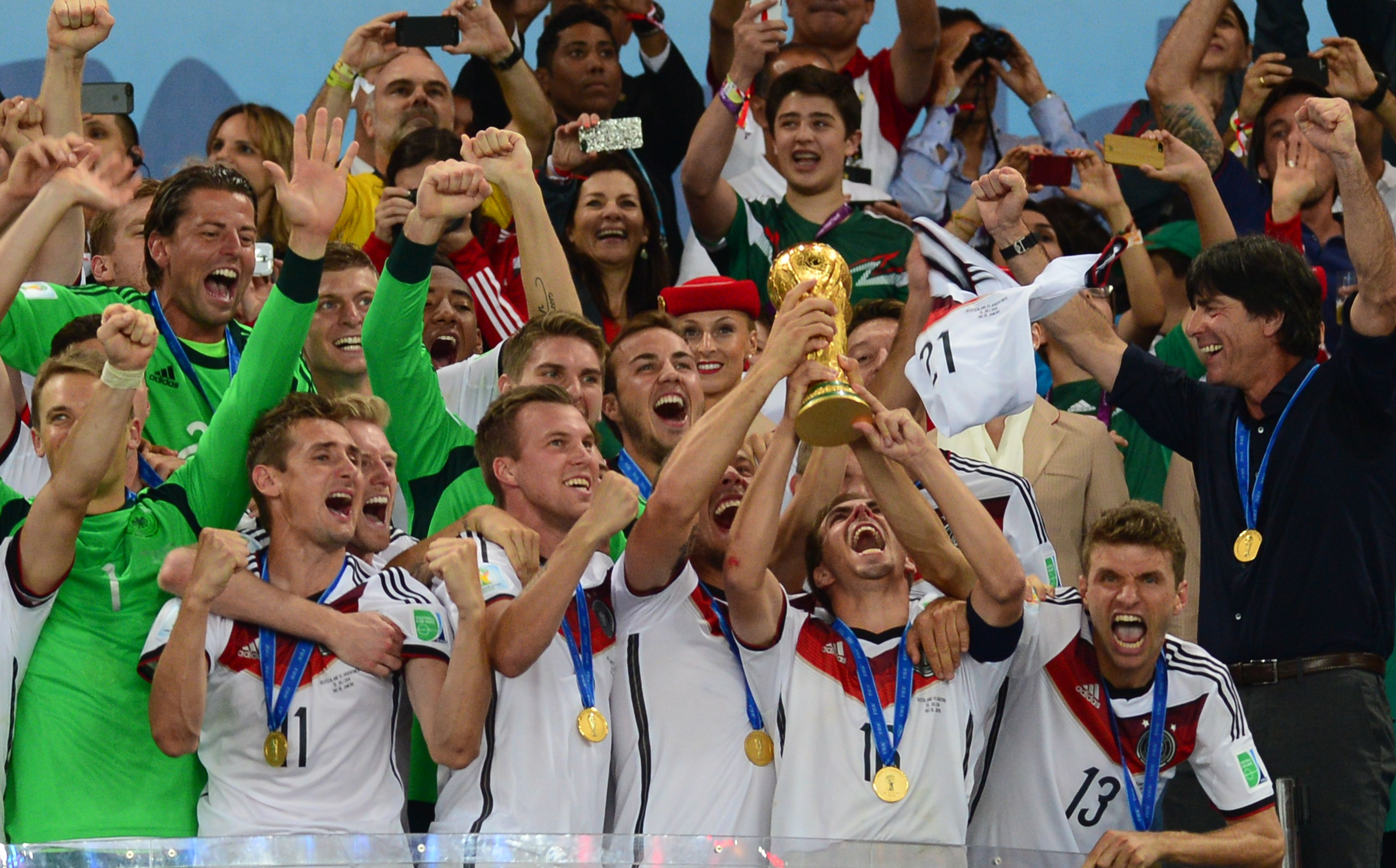
穆勒（13号）随德国队庆祝2014年世界杯夺冠

2013年3月22日，穆勒取得了他在世界杯外围赛上的首个入球，在客场以3比0战胜哈萨克斯坦的比赛中射入了己方的第1球和最后1球。而在以3比0的相同比分先后战胜奥地利和法罗群岛的比赛中，他共取得4个入球，帮助德国队顺利以小组头名晋级世界杯决赛圈。
2014年6月16日，在世界杯决赛圈小组赛德国的首场比赛中，穆勒完成了这项赛事的首个帽子戏法，帮助球队以4比0战胜葡萄牙。此外，他还在比赛的第37分钟成为佩佩头顶冲撞的目标，并导致了这位葡萄牙后卫被直接被红牌罚下。他在赛后否认自己是通过一些冒犯型的动作骗取红牌。6月26日，穆勒又在对阵美国的最后一场小组赛中射入全场唯一入球，帮助德国以G组头名晋级十六强，并成功消除了人们对于德国队主教练约阿希姆·勒夫和美国队主教练尤尔根·克林斯曼之间会发生类似于于1982年世界杯小组赛末战的“默契球”担忧。
7月8日，穆勒在德国队以7比1战胜巴西的半决赛中率先打破场上僵局。这个入球也是德国队历史上的第2000球。至此，穆勒已经在他所参加过的两届世界杯中分别射入至少5球，而在他之前仅有2人做到过这一点（继特奥菲洛·库维拉斯及队友米罗斯拉夫·克洛泽之后）。凭次入球，他已经追平了赫尔穆特·拉恩的10个世界杯入球记录。
7月11日，穆勒入选了国际足联为表彰本届赛事最佳球员的金球奖十人名单。由于在球队夺得世界杯冠军的过程中发挥了重要作用，穆勒以5个入球作为本届赛事的第二最佳射手获得了银靴奖，同时还入选了世界杯全明星队。

### 2016年欧锦赛
在德国队所参加的10场2016年歐洲國家盃外圍賽中，穆勒有9场都发挥了重要的作用，他以总计9个入球确保了德国以预选赛分组头名晋级决赛圈。
穆勒在德国队所参加的6场2016年欧洲足球锦标赛决赛圈赛事中均首发出场。在对阵意大利的四分之一决赛中，穆勒的劲射成为本届赛事在点球大战阶段被扑出的首球。这也是德国队自于1982年世界盃足球賽点球不中以来，首次在点球大战阶段射失。德国队最终在点球大战中以6比5胜出。穆勒在整届赛事中表现不佳损害了德国队的机会。最终，穆勒在自己的欧锦赛之旅结束后依旧延续在这项赛事无法取得入球的纪录。

### 2018年世界盃
作為衛冕隊的德國整體表現奇差無比，穆勒也不例外，系列賽與小組賽表現近乎隱形。2019年，德國主帥勒夫宣布不再徵招穆勒、博阿騰、胡梅爾斯等三位在2018世界盃表現欠佳的球員。但托马斯穆勒仍保持着现役球员世界杯最多进球数：10个，直至2022年世界盃才被利安奴·美斯以13个入球打破紀錄。
2019年3月5日，德国主帅勒夫宣布不再征召穆勒进入德国国家队。

### 2020年歐國盃
2021年5月19日，穆勒被列入德國隊26人陣容，參加2020年歐洲國家盃，這是他兩年來首次入選國家隊。
2021年6月29日，2020年歐洲國家盃16強賽，穆勒在比賽中錯失黃金機會，結果德國以0－2不敵英格蘭出局。

### 2022年世界盃
2022年11月，梅拿被列入德國隊26人陣容，參加2022年卡達世界盃。

### 2024年歐國盃
穆勒入选德国参加主场欧洲杯的大名单。2024年6月14日，欧洲杯揭幕战，穆勒在第74分钟替补贾马尔·穆西亚拉上场，其后助攻埃姆雷·詹为球队打进的第五球，帮助德国5比1大胜蘇格蘭。随后在对阵西班牙的四分之一决赛中替补上场，惟德国加时赛1比2不敌西班牙出局。
2024年7月15日，穆勒发文告别国家队，其国家队生涯总共出场131次，贡献45球。

## 比赛风格
穆勒在场上的角色可以被描述为一名全能型攻击手，他可以胜任前场的任意位置。在他初到拜仁青训系统时主要是司职中场，而当升入一线队后，他更多的被当作攻击手使用。由于拜仁慕尼黑和德国国家队主要采用4-2-3-1阵式，穆勒最常见的位置是处于中锋身后的3个攻击中场之一，其中在拜仁阵中通常居中，在德国队阵中通常居右。他有时也会客串中锋，但穆勒的最佳位置是埋伏於中鋒身後伺機而動。
他的身形比較瘦弱，運球技巧普通，在一對一中很難取得優勢。然而，他的速度十分出色，可以靠著提前出擊來彌補體格的缺失來搶到最好的位置，另外，他最突出的特點是視野和思考能力都極佳，能很快速的找到敵陣中的縫隙並同時掌握隊友的移動範圍，這讓他在禁區處理球的時候特別具有威脅性。但這種風格使他不僅需要單挑較為強勢的中鋒和邊路隊友來幫他爭取空間，也很要求他和隊友之間進退的默契，因此他十年的職業生涯表現起伏極大，有時能連續數場參與兩個以上的得分，也常常近十場沒有表現。

## 私人生活
穆勒出生于巴伐利亚南部魏尔海姆-雄高县的首府魏尔海姆，并于邻近的市镇帕尔（Pähl）长大，在他于2010年世界杯期间有着出色的发挥后，此地也成为了媒体关注的中心。他的父母分别名为格尔哈特（Gerhard，實際上這也是德國足球傳奇盖德·穆勒的全名，不過他們兩家人沒有任何已知的血緣關係，更為巧合的是這位穆勒生涯絕大部分的時間也效力於拜仁，他甚至是托瑪斯在拜仁二隊時的助理教練）和克劳迪娅（Klaudia），并有一个比他小2岁半的弟弟，名为西蒙（Simon）。2009年12月，穆勒与他订婚已两年的馬術選手女友丽莎·特雷德（Lisa Trede）完婚。2011年6月，穆勒开始出任慈善机构“年青之翼（YoungWings）”的形象大使，该机构主要致力于为遭受丧亲之痛或心理创伤的孩童提供帮助。
穆勒还出版了一本儿童读物，名叫《通往梦想俱乐部的道路（Mein Weg Zum Traumverein)》。
穆勒业余生活很丰富，喜欢打牌，赛马，打高尔夫球，看飞镖锦标赛。
2021年2月11日，穆勒的COVID-19检测呈阳性，這也使得他無緣當年的世俱杯決賽。

## 生涯统计

### 俱乐部数据
最後更新：2025年5月17日
| 俱乐部         | 赛季     | 联赛         | 联赛 | 联赛 | 德国杯 | 德国杯 | 洲际 | 洲际 | 其它 | 其它 | 总计 | 总计 |
| 俱乐部         | 赛季     | 联赛         | 出场 | 入球 | 出场   | 入球   | 出场 | 入球 | 出场 | 入球 | 出场 | 入球 |
| -------------- | -------- | ------------ | ---- | ---- | ------ | ------ | ---- | ---- | ---- | ---- | ---- | ---- |
| 拜仁慕尼黑二队 | 2007-08  | 地区联赛南区 | 3    | 1    | —      | —      | —    | —    | —    | —    | 3    | 1    |
| 拜仁慕尼黑二队 | 2008-09  | 德丙         | 32   | 15   | —      | —      | —    | —    | —    | —    | 32   | 15   |
| 拜仁慕尼黑二队 | 总计     | 总计         | 35   | 16   | —      | —      | —    | —    | —    | —    | 35   | 16   |
| 拜仁慕尼黑     | 2008-09  | 德甲         | 4    | 0    | 0      | 0      | 1    | 1    | —    | —    | 5    | 1    |
| 拜仁慕尼黑     | 2009-10  | 德甲         | 34   | 13   | 6      | 4      | 12   | 2    | —    | —    | 52   | 19   |
| 拜仁慕尼黑     | 2010-11  | 德甲         | 34   | 12   | 5      | 3      | 8    | 3    | 1    | 1    | 48   | 19   |
| 拜仁慕尼黑     | 2011-12  | 德甲         | 34   | 7    | 5      | 2      | 14   | 2    | —    | —    | 53   | 11   |
| 拜仁慕尼黑     | 2012-13  | 德甲         | 28   | 13   | 5      | 1      | 13   | 8    | 1    | 1    | 47   | 23   |
| 拜仁慕尼黑     | 2012-13  | 德甲         | 31   | 13   | 5      | 8      | 12   | 5    | 3    | 0    | 51   | 26   |
| 拜仁慕尼黑     | 2014-15  | 德甲         | 32   | 13   | 5      | 1      | 10   | 7    | 1    | 0    | 48   | 21   |
| 拜仁慕尼黑     | 2015-16  | 德甲         | 31   | 20   | 5      | 4      | 12   | 8    | 1    | 0    | 49   | 32   |
| 拜仁慕尼黑     | 2016-17  | 德甲         | 29   | 5    | 3      | 0      | 9    | 3    | 1    | 1    | 42   | 9    |
| 拜仁慕尼黑     | 2017-18  | 德甲         | 29   | 8    | 5      | 4      | 10   | 3    | 1    | 0    | 45   | 15   |
| 拜仁慕尼黑     | 2018-19  | 德甲         | 32   | 6    | 6      | 3      | 6    | 0    | 1    | 0    | 45   | 9    |
| 拜仁慕尼黑     | 2019-20  | 德甲         | 33   | 8    | 6      | 2      | 10   | 4    | 1    | 0    | 50   | 14   |
| 拜仁慕尼黑     | 2020-21  | 德甲         | 32   | 11   | 2      | 1      | 9    | 2    | 3    | 1    | 46   | 15   |
| 拜仁慕尼黑     | 2021-22  | 德甲         | 32   | 8    | 2      | 0      | 10   | 4    | 1    | 1    | 45   | 13   |
| 拜仁慕尼黑     | 2022-23  | 德甲         | 8    | 2    | 2      | 0      | 4    | 1    | 1    | 0    | 15   | 3    |
| 拜仁慕尼黑     | 2023-24  | 德甲         | 31   | 5    | 1      | 1      | 9    | 1    | 0    | 0    | 41   | 7    |
| 拜仁慕尼黑     | 2024-25  | 德甲         | 30   | 1    | 2      | 2      | 12   | 3    | 0    | 0    | 43   | 6    |
| 拜仁慕尼黑     | 总计     | 总计         | 424  | 139  | 62     | 33     | 140  | 53   | 16   | 5    | 641  | 230  |
| 生涯总计       | 生涯总计 | 生涯总计     | 459  | 155  | 62     | 33     | 140  | 53   | 16   | 5    | 676  | 246  |

注释
1. 1 2 3 4 5 6 7 8 9 10 11 12 13 14 15 16 17  欧洲冠军联赛出场次数
2. 1 2 3 4 5 6 7 8 9 10  德國超級盃出场次数
3. 1 2  德国超级杯、歐洲超級盃及世俱杯出场次数

### 国家队数据
| 球队       | 年份 | 出场 | 入球 |
| ---------- | ---- | ---- | ---- |
| 德国国家队 | 2010 | 12   | 5    |
| 德国国家队 | 2011 | 13   | 5    |
| 德国国家队 | 2012 | 13   | 0    |
| 德国国家队 | 2013 | 9    | 6    |
| 德国国家队 | 2014 | 15   | 10   |
| 德国国家队 | 2015 | 6    | 5    |
| 德国国家队 | 2016 | 15   | 5    |
| 德国国家队 | 2017 | 6    | 1    |
| 德国国家队 | 2018 | 11   | 1    |
| 德国国家队 | 2019 | 0    | 0    |
| 德国国家队 | 2020 | 0    | 0    |
| 德国国家队 | 2021 | 10   | 4    |
| 德国国家队 | 2022 | 10   | 2    |
| 德国国家队 | 2023 | 5    | 1    |
| 德国国家队 | 2024 | 5    | 0    |
| 总计       | 总计 | 131  | 45   |

### 国家队入球

穆勒在2010年世界杯对阵阿根廷的比赛中射入首球

德国队的比分及入球列前。
| #   | 日期           | 场地                                          | 對手       | 入球 | 賽果 | 賽事                        |
| --- | -------------- | --------------------------------------------- | ---------- | ---- | ---- | --------------------------- |
| 1.  | 2010年6月13日  | 南非德班，德班球场                            |            | 3–0  | 4–0  | 2010年世界杯                |
| 2.  | 2010年6月2日   | 南非布隆方丹，自由邦球場                      | 英格兰     | 3–1  | 4–1  | 2010年世界杯                |
| 3.  | 2010年6月2日   | 南非布隆方丹，自由邦球場                      | 英格兰     | 4–1  | 4–1  | 2010年世界杯                |
| 4.  | 2010年7月9日   | 南非开普敦，開普敦球場                        | 阿根廷     | 1–0  | 4–0  | 2010年世界杯                |
| 5.  | 2010年7月10日  | 南非伊丽莎白港，納爾遜·曼德拉海灣球場         | 乌拉圭     | 1–0  | 3–2  | 2010年世界杯                |
| 6.  | 2011年3月26日  | 德国凯泽斯劳滕，弗里茨·瓦尔特体育场           |            | 2–0  | 4–0  | 2012年欧锦赛预选赛          |
| 7.  | 2011年3月26日  | 德国凯泽斯劳滕，弗里茨·瓦尔特体育场           | 3–0        |      | 4–0  | 2012年欧锦赛预选赛          |
| 8.  | 2011年10月7日  | 土耳其伊斯坦布尔，土耳其电信竞技场            | 土耳其     | 2–0  | 3–1  | 2012年欧锦赛预选赛          |
| 9.  | 2011年11月11日 | 乌克兰基辅，奥林匹克国家综合体育场            | 乌克兰     | 3–3  | 3–3  | 友谊赛                      |
| 10. | 2011年11月15日 | 德国汉堡，北方银行竞技场                      | 荷蘭       | 1–0  | 3–0  | 友谊赛                      |
| 11. | 2013年2月6日   | 法国巴黎，法兰西体育场                        | 法國       | 1–1  | 2–1  | 友谊赛                      |
| 12. | 2013年3月22日  | 哈萨克斯坦阿斯塔纳，阿斯塔纳竞技场            |            | 1–0  | 3–0  | 2014年世界杯预选赛          |
| 13. | 2013年3月22日  | 哈萨克斯坦阿斯塔纳，阿斯塔纳竞技场            | 3–0        |      | 3–0  | 2014年世界杯预选赛          |
| 14. | 2013年8月15日  | 德国凯泽斯劳滕，弗里茨·瓦尔特体育场           | 巴拉圭     | 2-2  | 3-3  | 友谊赛                      |
| 15. | 2013年9月6日   | 德国慕尼黑，安联球场                          | 奥地利     | 3-0  | 3-0  | 2014年世界杯预选赛          |
| 16. | 2013年9月10日  | 法罗群岛托尔斯港，古恩达达拉尔体育场          | 法罗群岛   | 3-0  | 3-0  | 2014年世界杯预选赛          |
| 17. | 2014年6月1日   | 德国门兴格拉德巴赫，普鲁士公园球场            | 喀麦隆     | 1-1  | 2-2  | 友谊赛                      |
| 18. | 2014年6月16日  | 巴西薩爾瓦多，新水源體育場                    | 葡萄牙     | 1-0  | 4-0  | 2014年世界杯                |
| 19. | 2014年6月16日  | 巴西薩爾瓦多，新水源體育場                    | 葡萄牙     | 3-0  | 4-0  | 2014年世界杯                |
| 20. | 2014年6月16日  | 巴西薩爾瓦多，新水源體育場                    | 葡萄牙     | 4-0  | 4-0  | 2014年世界杯                |
| 21. | 2014年6月26日  | 巴西累西腓，伯南布哥體育場                    | 美国       | 1-0  | 1-0  | 2014年世界杯                |
| 22. | 2014年7月8日   | 巴西贝洛奥里藏特，米内罗体育场                | 巴西       | 1-0  | 7-1  | 2014年世界杯                |
| 23. | 2014年9月7日   | 德国多蒙特，西格纳伊度纳公园                  | 苏格兰     | 1-0  | 2-1  | 2016年欧锦赛预选赛          |
| 24. | 2014年9月7日   | 德国多蒙特，西格纳伊度纳公园                  | 苏格兰     | 2-1  | 2-1  | 2016年欧锦赛预选赛          |
| 25. | 2014年11月14日 | 德国纽伦堡，根德体育场                        | 直布罗陀   | 1–0  | 4–0  | 2016年欧锦赛预选赛          |
| 26. | 2014年11月14日 | 德国纽伦堡，根德体育场                        | 直布罗陀   | 2–0  | 4–0  | 2016年欧锦赛预选赛          |
| 27. | 2015年3月29日  | 格鲁吉亚第比利斯，博里斯·派齐亚泽迪纳摩竞技场 |            | 2–0  | 2–0  | 2016年欧锦赛预选赛          |
| 28. | 2015年9月4日   | 德国法兰克福，商业银行竞技场                  | 波蘭       | 1–0  | 3–1  | 2016年欧锦赛预选赛          |
| 29. | 2015年9月7日   | 苏格兰格拉斯哥，汉普顿公园                    | 苏格兰     | 1–0  | 3-2  | 2016年欧锦赛预选赛          |
| 30. | 2015年9月7日   | 苏格兰格拉斯哥，汉普顿公园                    | 苏格兰     | 2–1  | 3-2  | 2016年欧锦赛预选赛          |
| 31. | 2015年10月11日 | 德国莱比锡，红牛竞技场                        |            | 1–0  | 2–1  | 2016年欧锦赛预选赛          |
| 32. | 2016年6月4日   | 德国盖尔森基兴，费尔廷斯竞技场                | 匈牙利     | 2–0  | 2–0  | 友谊赛                      |
| 33. | 2016年9月4日   | 挪威奥斯陆，乌勒瓦尔体育场                    | 挪威       | 1–0  | 3–0  | 2018年世界杯预选赛          |
| 34. | 2016年9月4日   | 挪威奥斯陆，乌勒瓦尔体育场                    | 挪威       | 3–0  | 3–0  | 2018年世界杯预选赛          |
| 35. | 2016年10月8日  | 德国汉堡，人民公园体育场                      | 捷克       | 1–0  | 3–0  | 2018年世界杯预选赛          |
| 36. | 2016年10月8日  | 德国汉堡，人民公园体育场                      | 捷克       | 3–0  | 3–0  | 2018年世界杯预选赛          |
| 37  | 2017年3月26日  | 阿塞拜疆巴库，托菲克·巴赫拉莫夫體育場         |            | 2–1  | 4–1  | 2018年世界杯预选赛          |
| 38  | 2018年3月23日  | 德国杜塞尔多夫，思捷环球竞技场                | 西班牙     | 1–1  | 1–1  | 友谊赛                      |
| 39  | 2021年6月7日   | 德国杜塞尔多夫，思捷环球竞技场                | 拉脫維亞   | 3–0  | 7–1  | 友誼賽                      |
| 40  | 2021年10月8日  | 德国汉堡，人民公园体育场                      | 羅馬尼亞   | 2–1  | 2–1  | 2022年國際足協世界盃外圍賽  |
| 41  | 2021年11月11日 | 德国沃尔夫斯堡大众汽车竞技场                  | 列支敦斯登 | 6–0  | 9–0  | 2022年國際足協世界盃外圍賽  |
| 42  | 2021年11月11日 | 德国沃尔夫斯堡大众汽车竞技场                  | 列支敦斯登 | 8–0  | 9–0  | 2022年國際足協世界盃外圍賽  |
| 43  | 2022年3月29日  | 荷兰阿姆斯特丹约翰·克鲁伊夫竞技场             | 荷蘭       | 1–0  | 1–1  | 友谊赛                      |
| 44  | 2022年6月14日  | 德国门兴格拉德巴赫普鲁士公园体育场            | 義大利     | 3–0  | 5–2  | 2022年至2023年歐洲國家聯賽A |
| 45  | 2023年9月12日  | 德国多蒙特，西格纳伊度纳公园                  | 法國       | 1–0  | 2–1  | 友谊赛                      |

## 荣誉
拜仁慕尼黑
- 德國足球甲級聯賽冠軍：2009–10、2012–13、2013–14、2014–15、2015–16、2016–17、2017–18、2018–19、2019–20、2020–21、2021–22、2022–23、2024–25[240]
- 德国杯冠軍：2009–10、2012–13、2013–14、2015–16、2018–19、2019–20
- 德國超級盃冠軍：2010、2012、2016、2017、2018、2020、2021、2022[241]
- 欧洲冠军联赛冠军：2012-13、2019-20[242]
- 欧洲超级杯冠军：2013、2020
- 世界冠軍球會盃冠军：2013、2020

德國
- 世界杯冠军：2014

個人
- 世界盃金靴獎：2010[183]
- 世界杯最佳年轻球员奖：2010[184]
- 银月桂叶勋章：2010[243]、2014[244]
- 《世界足球》最佳年輕球員獎：2010[245]
- 《欧洲体育杂志联盟》最佳阵容：2012-13赛季
- 巴伐利亞功績勳章（英语：Bavarian Order of Merit）：2019年